# Den saliga Jungfrun Marias tempelgångs kyrka
Den saliga Jungfrun Marias tempelgångs kyrka (belarusiska: Царква Увядзення ў храм Прасвятой Багародзіцы; translitteration: Tsarkva Uvjadzennja w hram Prasvjatoj Bagarodzitsi) är en belarusisk-ortodox kyrkobyggnad belägen i staden Asіpovіtjy, i Mahiljoŭs voblast, i centrala Belarus.
Kyrkan är helgad åt minnesdagen Den saliga Jungfrun Marias tempelgång och tillhör Babrujsks stift.

## Historik
Den saliga Jungfrun Marias tempelgångs kyrka började byggas 1992, då ett kors och en sten restes på platsen. Dock lades grunden den 3 juni året efter.
Den 3 juni 2000 invigdes kyrkan, exakt 7 år efter att grunden hade lagts.

## Bilder

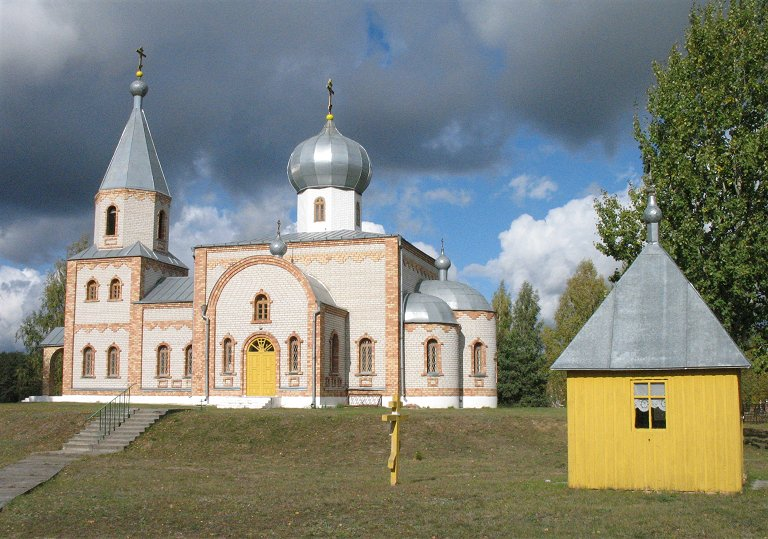
Kyrkan från sidan.

### Allmänna källor
- Свято-Введенский храм в Осиповичах | Планета Беларусь (planetabelarus.by)
- История Введенского храма г. Осиповичи | Бобруйская епархия (bobreparhiya.by)